# Nicolas Antonoff
Nicolas Antonoff (* 28. Dezember 1981 in Annecy) ist ein französischer Eishockeyspieler, der seit 2014 bei Ísknattleiksfélagið Björninn in der isländischen Eishockeyliga unter Vertrag steht.

## Karriere
Nicolas Antonoff begann seine Karriere als Eishockeyspieler bei den Brûleurs de Loups de Grenoble, für die er von 2000 bis 2007 in der Ligue Magnus, der höchsten französischen Spielklasse, aktiv war. In der Saison 2006/07 gewann er mit seiner Mannschaft den nationalen Meistertitel sowie die Coupe de la Ligue. Anschließend verbrachte der Flügelspieler ein Jahr beim Ligarivalen Mont-Blanc HC sowie zwei Jahre bei den Ours de Villard-de-Lans. In der Saison 2010/11 stand er für den HC Morzine-Avoriaz auf dem Eis, ehe er zur folgenden Spielzeit zu Stjernen Hockey aus der norwegischen GET-ligaen wechselte. Im Sommer 2012 kehrte er nach Grenoble zurück.  

### International
Für Frankreich nahm Antonoff an der Qualifikation zu den Olympischen Winterspielen 2006 teil. In drei Spielen bereitete er dabei ein Tor vor. 

## Erfolge und Auszeichnungen
- 2007 Französischer Meister mit den Brûleurs de Loups de Grenoble
- 2007 Coupe de la Ligue mit den Brûleurs de Loups de Grenoble